# تگزاس رنجرز

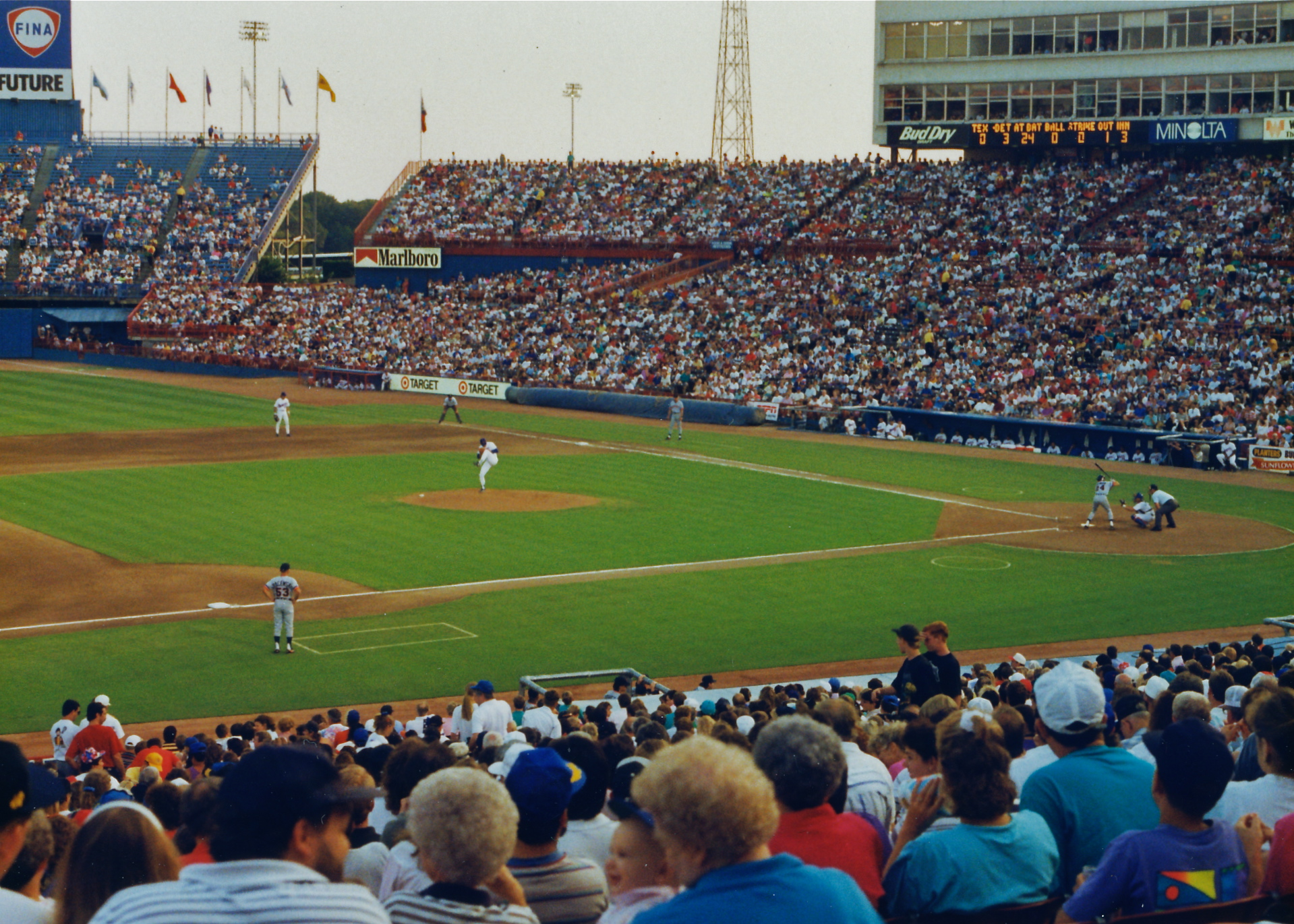

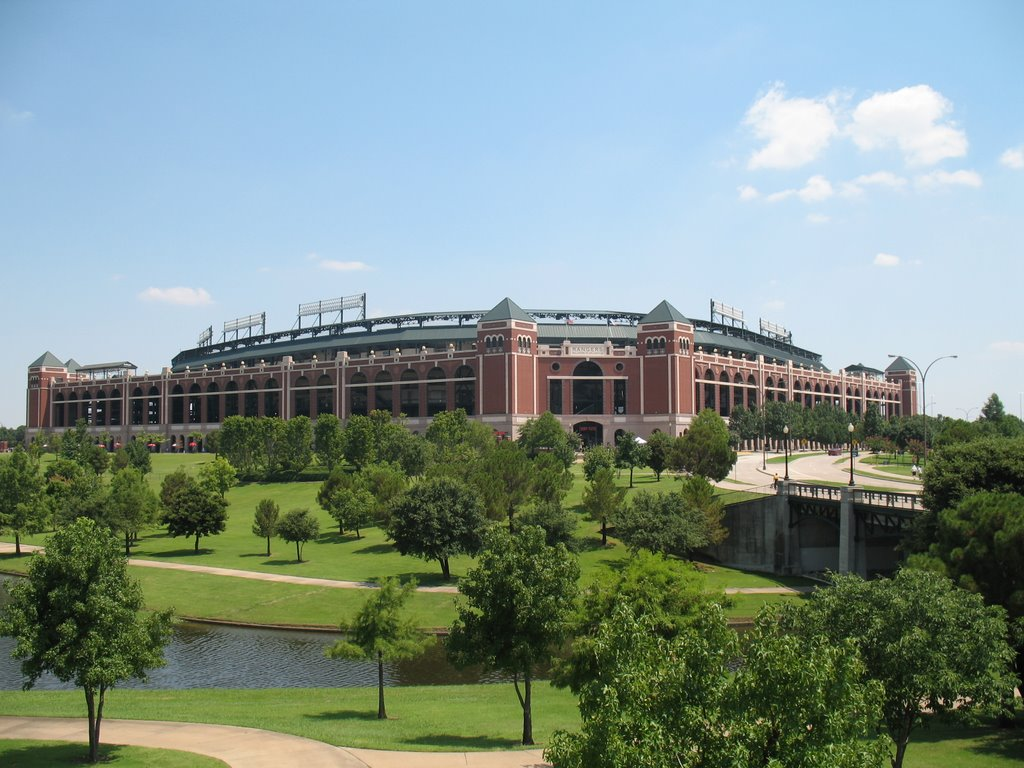
ورزشگاه رنجرز در آرلینگتون

تگزاس رنجرز (به انگلیسی: Texas Rangers) یک تیم حرفه‌ای بیس بال مستقر در شهر آرلینگتون، تگزاس است.
این تیم در ۱۹۶۰ تأسیس شد و تاکنون دو مرتبه به فینال لیگ برتر بیسبال آمریکا (سری جهانی) رسیده است.
ورزشگاه رنجرز در آرلینگتون خانه این تیم است.